# Arte do Renascimento

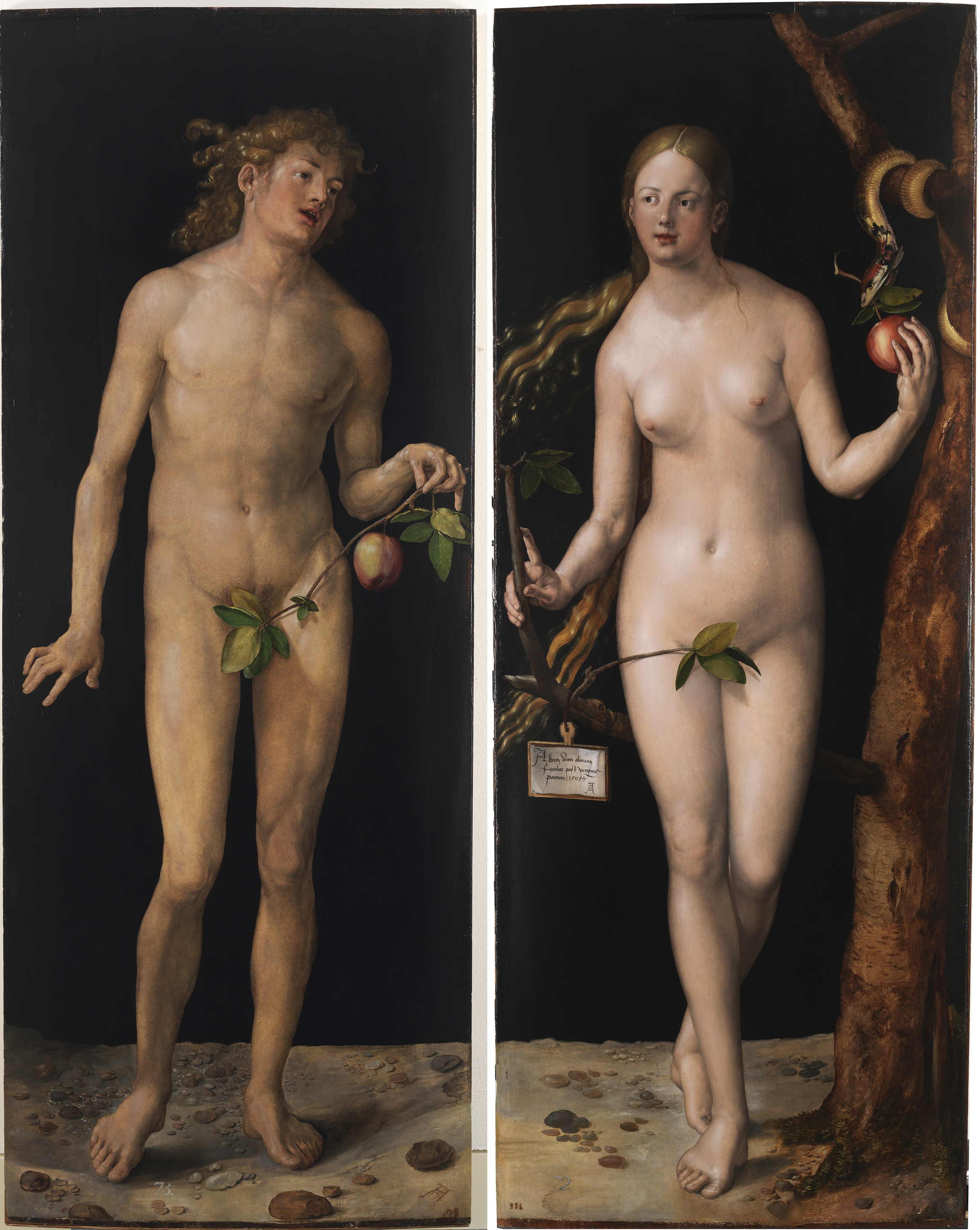
Albrecht Dürer - Adão e Eva

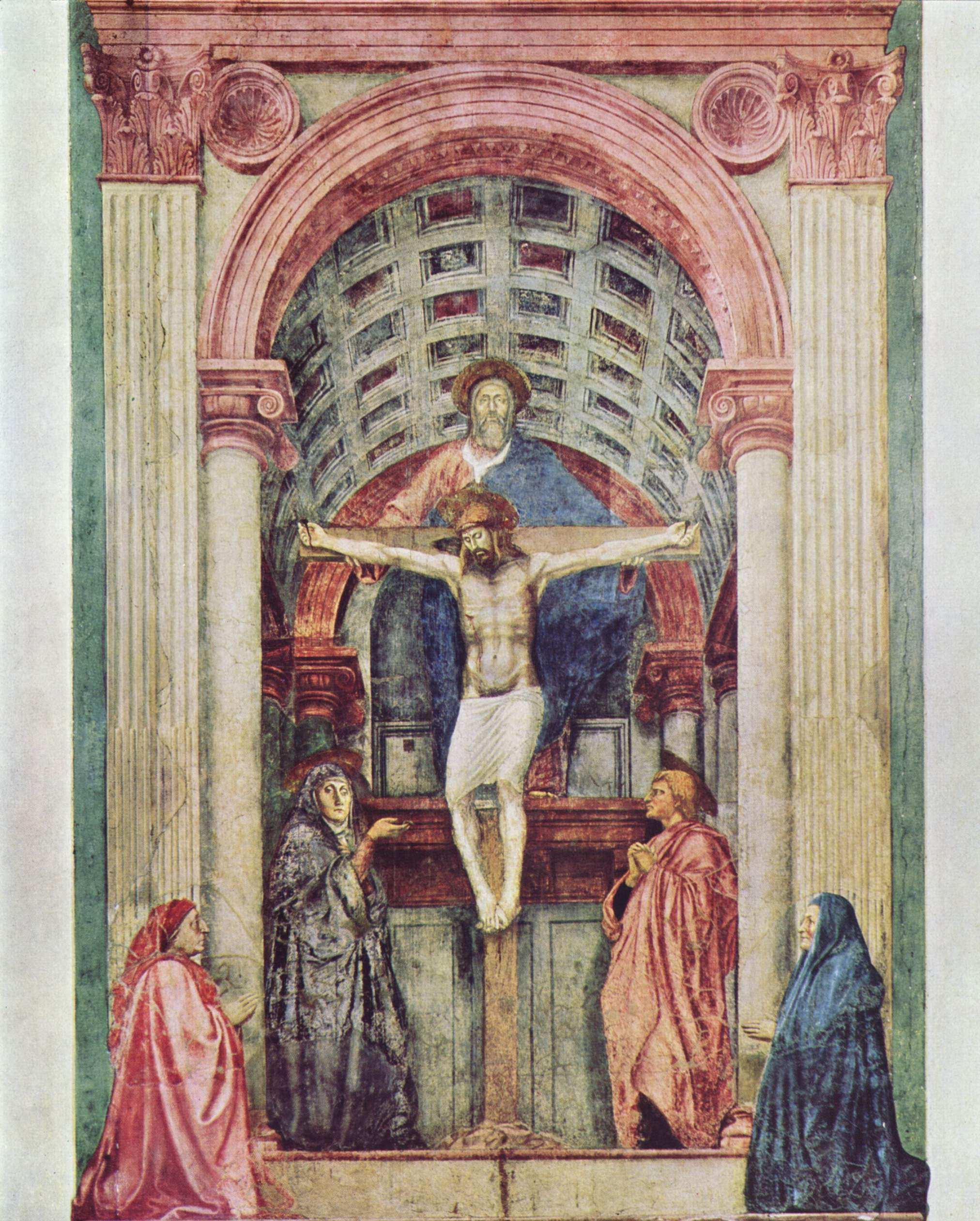
Masaccio, Santíssima Trindade (1425-1427), Santa Maria Novella, Florença

A Arte Renascentista (1350 – 1620 d.C.) é a pintura, escultura e artes decorativas do período da história europeia conhecido como Renascimento, que surgiu como um estilo distinto na Itália por volta de 1400 d.C., em paralelo com os desenvolvimentos que ocorreram na filosofia, literatura, música, ciência e tecnologia.
A arte renascentista tomou como fundamento a arte da antiguidade clássica, percebida como a mais nobre das tradições antigas, mas transformou essa tradição ao absorver desenvolvimentos recentes na arte do norte da Europa e ao aplicar o conhecimento científico contemporâneo.
Juntamente com a filosofia humanista renascentista, espalhou-se por toda a Europa, afetando tanto os artistas como os seus mecenas com o desenvolvimento de novas técnicas e novas sensibilidades artísticas. Para os historiadores da arte, a arte renascentista marca a transição da Europa do período medieval para o início da Idade Moderna.
O corpo de arte, incluindo pintura, escultura, arquitetura, música e literatura identificado como "arte renascentista" foi produzido principalmente durante os séculos XIV, XV e XVI na Europa sob as influências combinadas de uma maior consciência da natureza, um renascimento do aprendizado clássico e uma visão mais individualista do homem. Os estudiosos não acreditam mais que o Renascimento marcou uma ruptura abrupta com os valores medievais, como sugere a palavra francesa renascimento. Em muitas partes da Europa, a arte do início do Renascimento foi criada em paralelo com a arte medieval tardia, ou Arte Gótica.

## Origens
Muitas influências no desenvolvimento de homens e mulheres renascentistas no início do século XV foram creditadas com o surgimento da arte renascentista; são os mesmos que afetaram a filosofia, a literatura, a arquitetura, a teologia, a ciência, o governo e outros aspectos da sociedade. A lista a seguir apresenta um resumo das mudanças nas condições sociais e culturais que foram identificadas como fatores que contribuíram para o desenvolvimento da arte renascentista. Cada um deles é tratado de forma mais completa nos principais artigos citados acima. Os estudiosos do período renascentista se concentraram na vida atual e nas maneiras de melhorar a vida humana. Eles não prestavam muita atenção à filosofia ou religião medievais. Nesse período, estudiosos e humanistas como Erasmo, Dante e Petrarca criticaram crenças supersticiosas e também as questionaram. O conceito de educação também ampliou seu espectro e se concentrou mais na criação de "um homem ideal" que tivesse uma compreensão justa das artes, da música, da poesia e da literatura e tivesse a capacidade de apreciar esses aspectos da vida.
- Textos clássicos, perdidos para os estudiosos europeus durante séculos, tornaram-se disponíveis. Estes incluíam documentos de filosofia, prosa, poesia, teatro, ciência, uma tese sobre as artes e teologia cristã primitiva.
- A Europa ganhou acesso à matemática avançada, que teve sua origem nos trabalhos de estudiosos islâmicos.
- O advento da impressão de tipos móveis no século XV significou que as ideias podiam ser disseminadas facilmente, e um número crescente de livros foram escritos para um público mais amplo.
- O estabelecimento do Banco Médici e o subsequente comércio que gerou trouxeram riqueza sem precedentes para uma única cidade italiana, Florença.
- Cosimo de' Medici estabeleceu um novo padrão para o patrocínio das artes, não associado à igreja ou monarquia.
- A filosofia humanista significava que a relação do homem com a humanidade, o universo e Deus não era mais a província exclusiva da igreja.
- Um interesse reavivado na Clássicos trouxe o primeiro estudo arqueológico de Roma Antiga restos mortais do arquiteto Brunelleschi e escultor Donatello. O renascimento de um estilo de arquitetura baseado em precedentes clássicos inspirou um classicismo correspondente na pintura e na escultura, que se manifestou já na década de 1420 nas pinturas de Masaccio e Uccello.
- O aperfeiçoamento da tinta a óleo e os desenvolvimentos na técnica de pintura a óleo por artistas belgas como Robert Campin, Jan van Eyck, Rogier van der Weyden e Hugo van der Goes levaram à sua adoção na Itália a partir de cerca de 1475 e tiveram efeitos duradouros nas práticas de pintura em todo o mundo.
- A presença Serendipidade na região de Florença no início do século XV de certos indivíduos de gênio artístico, mais notavelmente Masaccio, Brunelleschi, Ghiberti, Piero della Francesca, Donatello e Michelozzo formaram um ethos a partir do qual surgiram os grandes mestres do Alto Renascimento, além de apoiar e encorajar muitos artistas menores a realizar trabalhos de extraordinária qualidade[3].
- Uma herança semelhante de realização artística ocorreu em Veneza através do talentoso Bellini família, seu influente sogro Mantegna, Giorgione, Ticiano e Tintoretto[3][4][5].
- A publicação de dois tratados por Leone Battista Alberti, De pictura ("Sobre a Pintura") em 1435 e De re aedificatoria ("Dez Livros sobre Arquitetura") em 1452.

## História

### Proto-Renascença na Itália, 1280–1400

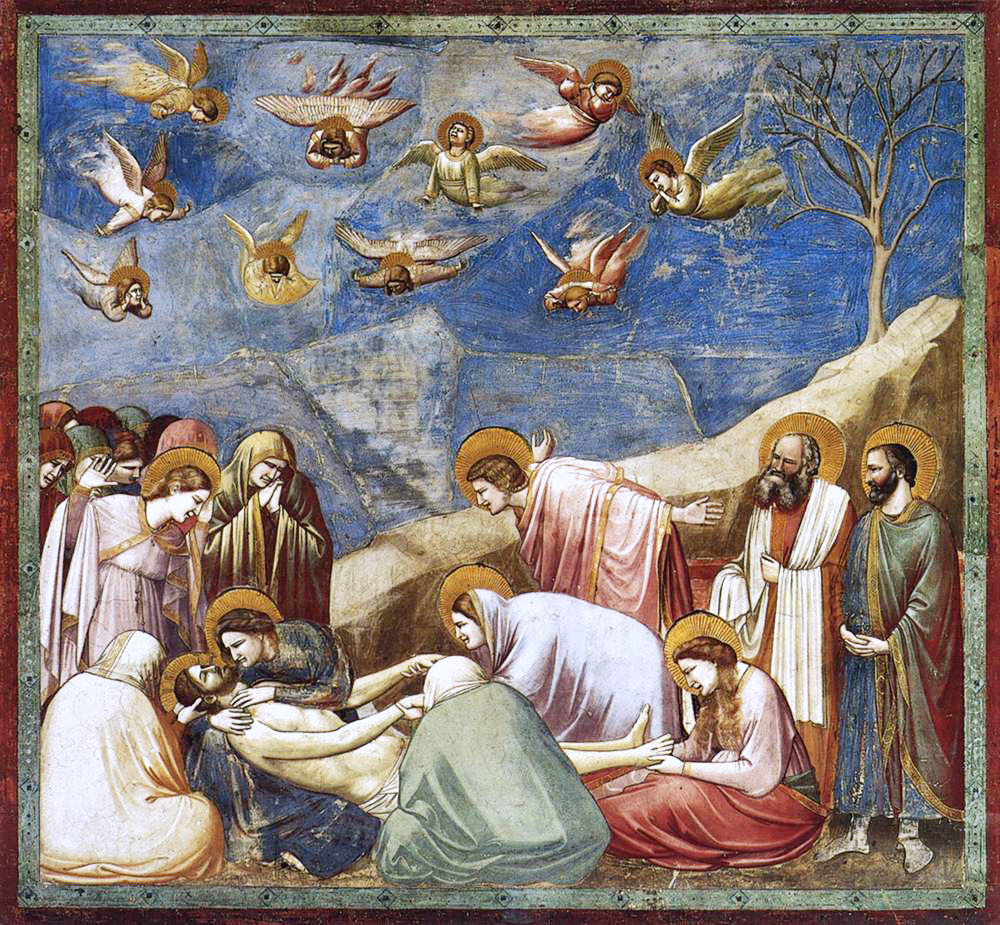
Giotto: A Lamentação, c. 1305, Cappella degli Scrovegni

Na Itália, no final do século XIII e início do século XIV, a escultura de Nicola Pisano e seu filho Giovanni Pisano, trabalhando em Pisa, Siena e Pistoia, mostra tendências marcadamente classicizantes, provavelmente influenciadas pela familiaridade desses artistas com sarcófagos romanos antigos. Suas obras-primas são os púlpitos e Batistério da Catedral de Pisa.
Contemporâneo de Giovanni Pisano, o pintor florentino Giotto desenvolveu uma forma de pintura figurativa naturalista sem precedentes, tridimensional, realista e classicista, quando comparada com a de seus contemporâneos e com a de seu mestre Cimabue. Giotto, cuja maior obra é o ciclo da Vida de Cristo na Cappella degli Scrovegni, em Pádua, foi visto pelo biógrafo do século XVI Giorgio Vasari como "resgatando e restaurando a arte" do "estilo bizantino bruto, tradicional" predominante na Itália do século XIII.

## Início do Renascimento na Itália, 1400–1495
Embora tanto os Pisanos quanto Giotto tivessem estudantes e seguidores, os primeiros artistas verdadeiramente renascentistas não surgiriam em Florença até 1401 com o concurso para esculpir um conjunto de portas de bronze do Batistério da Catedral de Florença,  que atraiu inscrições de sete jovens escultores, incluindo Brunelleschi, Donatello e o vencedor, Lorenzo Ghiberti. Brunelleschi, mais famoso como o arquiteto da cúpula da Catedral de Florença e da Basílica de São Lourenço, criou uma série de obras escultóricas, incluindo um crucifixo em tamanho real em Santa Maria Novella, conhecido por seu naturalismo. Acredita-se que seus estudos de perspectiva tenham influenciado o pintor Masaccio. Donatello tornou-se conhecido como o maior escultor do início do Renascimento, sendo suas obras-primas sua estátua humanista e extraordinariamente erótica de David, um dos ícones da república florentina, e seu grande monumento a Gattamelata, o primeiro grande bronze equestre a ser criado desde os tempos romanos.